# Gospa od Škrpjela
Gospa od Škrpjela (Nuestra Señora de las Rocas en español) es una pequeña isla artificial de 0,38 hectáreas situada en las Bocas de Kotor, Montenegro frente a la costa del pueblo de Perast.
La isla es artificial, formada a partir de rocas y restos de viejos barcos hundidos trasportados por la gente. En la isla existe una tradición conocida con el nombre de Felsenwerfens que consiste en que el día 22 de julio de cada año la gente conmemora la construcción de la isla arrojando piedras al mar, lo que hace que la superficie de la isla vaya aumentando poco a poco.
En la isla destaca como construcción una iglesia construida en 1632 para sustituir a la anterior, (construida en 1452) la iglesia ha sido reformada y ampliada en 1722 y en 1979 pasó a formar parte (junto con toda la bahía de Kotor) del Patrimonio de la Humanidad de la UNESCO.
A pocos metros se encuentra el islote Sveti Dorde.

## Galería

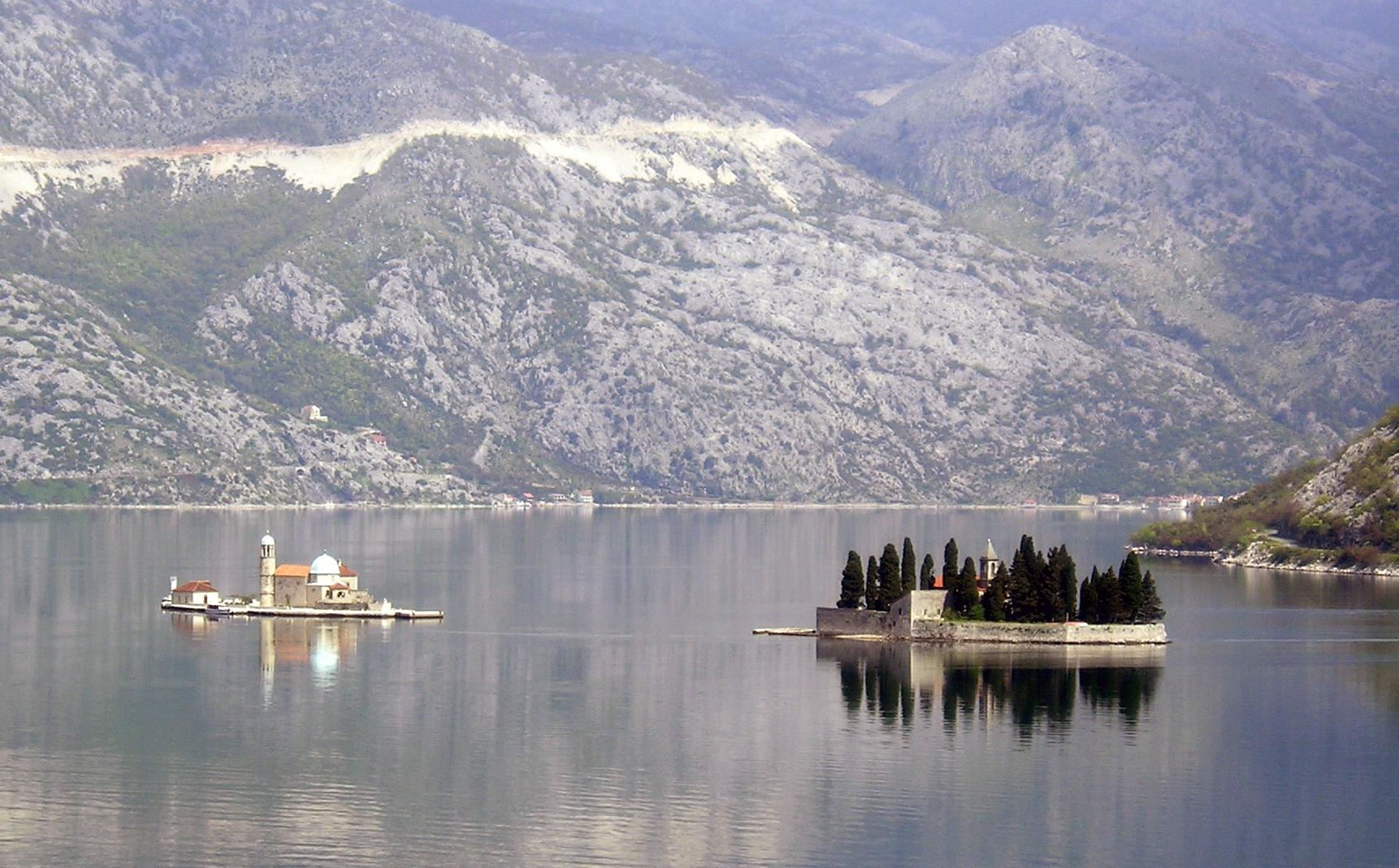
Vista de Gospa od Škrpjela y Sveti Dorde.
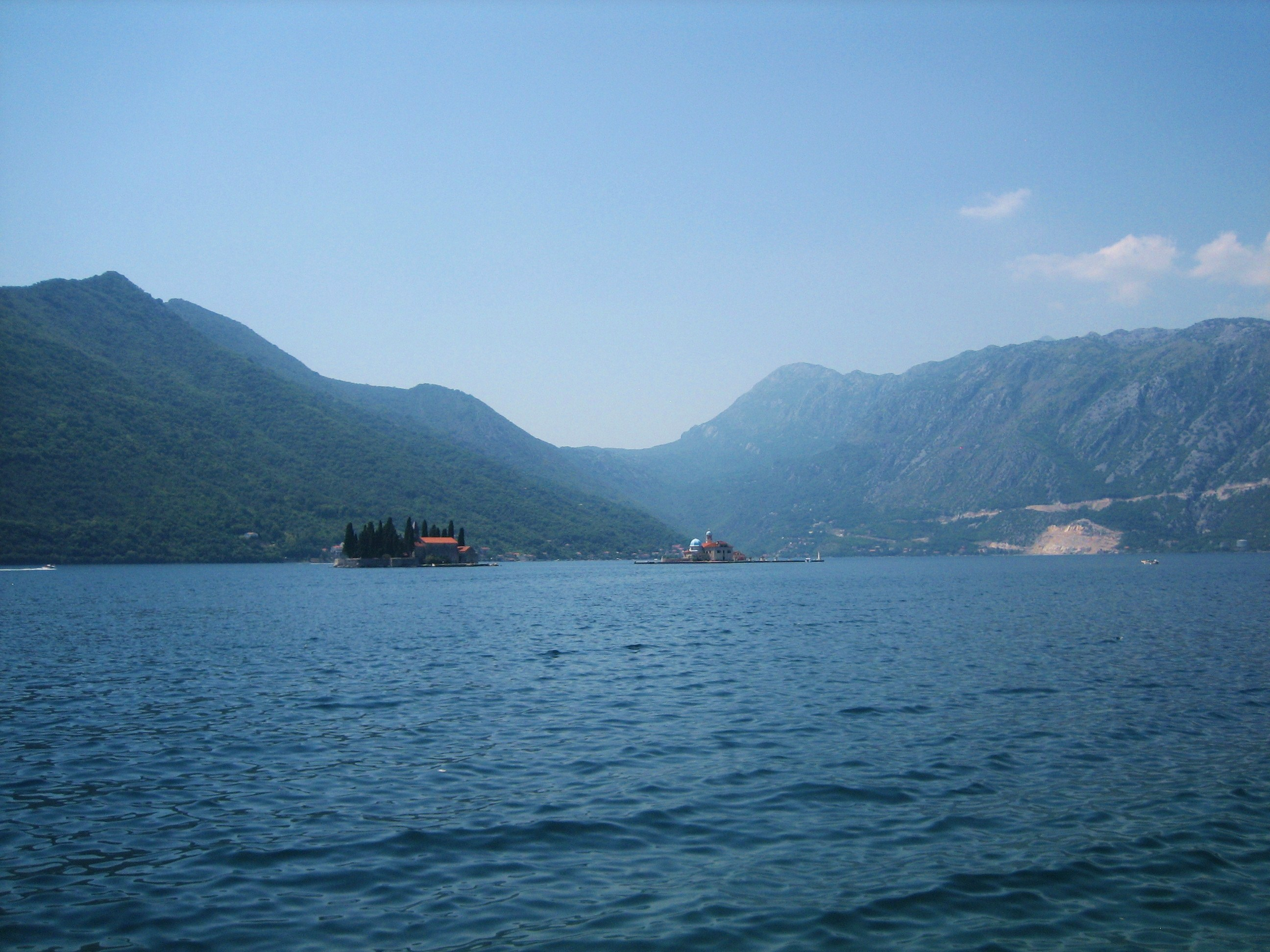
Gospa od Škrpjela se ve al fondo.